# タイムアタック!RPG
『タイムアタック！RPG』は、カタテマのてつによるRPGツクールXP製のアクションRPG。2005年7月2日にフリーウェアとして公開され、最新版は2011年4月9日公開のver.1.03となっている。

## 内容
主人公の少女シアを操作し、敵と戦いながら制限時間内にゴールを目指すゲームとなっている。制限時間の初期値は60秒となっているが、敵との戦闘において後述する条件を満たすと残り時間が加算される。本作では五つのオープニングデモが用意されているが、それぞれ特定の地点まで到達すると見られるようになっており、オープニングの中にはゲーム攻略のヒントも含まれている。また本作は4種類のエンディングデモが用意されたマルチエンディング方式の作品となっている。
戦闘はシンボルエンカウントによって発生するが、フィールドの存在する敵に近づくと「エンカウント状態」となり位置が固定され、そののちに戦闘が始まる。プレイヤーキャラクターと敵キャラクターにはウエイトゲージが表示され、ゲージが満たされると敵への攻撃が可能になる。また攻撃を行うとヒット継続ゲージが表示され、こちらのゲージが現象してなくなる前に次の攻撃を成功させることによって、ヒット数が加算される。このヒット数が一定の値まで達すると残り時間が増加するシステムになっている。
複数の敵と戦う際には同じ方向に存在する敵をまとめて攻撃できるため、敵の位置が戦闘において重要となってくる。また戦闘の際にプレイヤーキャラクターの体力を回復する「回復さん」や、敵に対して自爆攻撃を行う「妖精さん」というキャラクターも存在するが、プレイヤーが攻撃を行う方向にこれらのキャラクターがいると敵と同様にダメージを与えてしまう。消費アイテムとして「回復剤」のほか、広範囲の敵を攻撃できる「ボム」も存在する。

## 制作背景
作者であるてつは本作について、「とにかくスピーディな戦闘システムのRPG」という考えが出発点であるとしており、当初は「勇者が魔王を倒すまでの過程を超ハイスピードでやらせるゲーム」という構想であったとされる。そして「ゲーム性とスピード感の両立」のためにマップ画面と戦闘画面を区別せず、またアクションの要素も加えたと述べている。なお自身の作品において用いられている「断片的なテキストによるストーリーテリング」については、ロマサガシリーズの影響が大きいと述べている。
本作は「3分ゲーコンテスト」に応募しようと制作した作品の一つであり、「審査員ウケ」を狙った作品であったがコンテストの締め切りに間に合わなかったと述べている。制作の目的としては、RPGツクールXPに慣れるという意図もあったとされる。苦労した点として軽量化をあげており、「頭の中にあるアイデアを何も考えずに実装した結果、処理がやたら重くなってしまい」大変であったと述べている。

## 評価
ベクターの「新着ソフトレビュー」では、「制限時間と体力のバランスがシビアなため、ゲームシステムに慣れるまでは難易度が高く感じられる」が「慣れてくると『いかにしてHITや時間を稼ぐか』を考えるのが楽しくなってくる」と評されており、「1回あたりのプレイ時間が短い分、何度でも手軽に楽しめる、実に中毒性の高い作品」であるとしている。
『フリーゲームベストヒット』（司書房）では、「2005年フリーゲームランキング」の3位として紹介され、「パズルゲームのような異色のRPG」であり「システムを理解するまではかなり難し」いとされている。
窓の杜のコーナー「週末ゲーム」においても、「制限時間と体力のゲームバランスが非常にシビアで、慣れないうちはアッという間に時間がなくなったり、敵に囲まれて簡単にやられてしまうことが多い」とされているが、「やればやるほど、ベストエンディングまでの道が開けていく感覚を味わえるのが、本作の最大の魅力ではないだろうか」と評されている。 
『次世代フリーゲームの殿堂』（英和出版社）では、「単純ゲームに見えるが、実際には高度な戦略と臨機応変な操作が必要とされるゲーム」と評されており、「キーボードでのクリアは難しいので、できればゲームパッドが欲しい」とされている。